# Girls Demand Excitement
Girls Demand Excitement è un film del 1931 diretto da Seymour Felix.
È una commedia romantica statunitense con Virginia Cherrill, John Wayne e Marguerite Churchill.

## Produzione
Il film, diretto da Seymour Felix su una sceneggiatura di Harlan Thompson, fu prodotto dalla Fox Film Corporation.

## Distribuzione
Il film fu distribuito negli Stati Uniti dall'8 febbraio 1931 al cinema dalla Fox Film Corporation.